# アーロン・ジェフリー
アーロン・ジェフリー（Aaron Jeffery、1970年 - ）は、オーストラリア・ニュージーランドの俳優。

## 来歴
ニュージーランドのオークランドのホーウィックで生まれる。17歳の時にオーストラリアに移住し、オーストラリア国立演劇学院で演技の勉強をする。

## 受賞
2004年と2007年にLogie AwardのSilver Logieを受賞した。

## フィルモグラフィ
- Ship to Shore (1993)
- The Damnation of Harvey McHugh (1994)
- Blue Murder (1995)
- Fire (1995) as Firefighter Richard "Banjo" Gates
- Water Rats (1996-1998) as Terry Watson
- The Interview (1998)
- Strange Planet (1999)
- McLeod's Daughters (2001-2008)
- Outrageous Fortune (2007-)
- The Strip (2008)
- Beautiful (2008)
- ウルヴァリン:X-MEN ZERO X-Men Origins: Wolverine (2009)